# Arteră radială
Artera radială este artera principală a aspectului lateral al antebrațului.

## Anatomie
Artera radială apare din bifurcația arterei brahiale din fosa antecubitală. Se desfășoară distal pe partea anterioară a antebrațului. Acolo, servește ca reper pentru diviziunea între compartimentele anterior și posterior ale antebrațului, cu compartimentul posterior începând doar lateral de arteră. Artera se înfășoară lateral în jurul încheieturii mâinii, trecând prin tabacul anatomic și între capetele primului mușchi interos dorsal al mâinii.Trece anterior între capetele muschiului adductor al policelui și devine arcul palmar profund, care se unește cu ramura profundă a arterei ulnare.
De-a lungul cursului său, este însoțită de o venă numită în mod similar, vena radială.

### Ramuri
Ramurile numite ale arterei radiale pot fi împărțite în trei grupuri, corespunzătoare celor trei regiuni în care se află vasul:

#### Ramurile din antebraț
- Artera radială recurentă - apare imediat după ce artera radială iese din artera brahială. Se deplasează superior către anastomoza cu artera colaterală radială în jurul articulației cotului
- Ramură carpiană palmară a arterei radiale - un vas mic care apare lângă marginea inferioară a muschiului pătrat pronator
- Ramura palmară superficială a arterei radiale - se naște din artera radială, exact acolo unde acest vas este pe cale să se înfășoare în jurul părții laterale a încheieturii mâinii.

#### Ramurile de la încheietura mâinii
- Ramura carpiană dorsală a arterei radiale - un vas mic care apare sub tendoanele extensoare ale degetului mare
- Prima arteră metacarpiană dorsală - apare chiar înainte ca artera radială să treacă între cele două capete ale primului mușchi interos dorsal și se împarte aproape imediat în două ramuri care alimentează laturile adiacente ale degetului mare și degetului arătător; latura laterală a degetului mare primește o ramură direct din artera radială.

#### Ramurile din mână
- Artera principală a policelui - apare din artera radială la fel cum se întoarce medial spre partea profundă a mâinii.
- Artera radială a indexului - apare aproape de princeps pollicis. Cele două artere pot apărea dintr-un trunchi comun, prima arteră metacarpiană palmară.
- Arcul palmar profund - partea terminală a arterei radiale.

### Variații
La mai puțin de 1% din populație, artera radială urmează un curs superficial în tabacul anatomic.  Această variație arterială poate fi confundată cu vena cefalică, deoarece a fost raportată injecția accidentală a acestei variante de arteră radială.  Prin urmare, se recomandă identificarea pulsației arteriale în cutia tabaca anatomică.

## Semnificația clinică
Artera radială se află superficial în fața capătului distal al radiusului, între tendoanele brahioradial și flexor carpi radialis; aici clinicianul ia pulsul radial ( în cazul în care acesta este utilizat în mod obișnuit pentru a evalua ritmul cardiac și ritmul cardiac). Prezența pulsului radial a fost gândit pentru a indica o sistolică a tensiunii arteriale de cel puțin 70 mmHg, estimată din percentila 50%, cu toate că acest lucru sa dovedit a fi, în general, o supraestimare a unui pacient tensiunii arteriale adevărat.  Artera radială poate fi mai puțin ușor de simțit pe măsură ce traversează cutia de tabacică anatomică. Artera radială este utilizată pentru grefarea bypass-ului coronarian și crește în popularitate în rândul chirurgilor cardiaci.  Recent, s-a demonstrat că are un curs perioperator și postoperator superior în comparație cu grefele de vene safene. 
Artera radială este adesea perforată într-o procedură obișnuită pentru a obține analiza gazului arterial din sânge. O astfel de procedură poate implica mai întâi testul lui Allen.
Artera radială este, de asemenea, utilizată pentru a evalua circulația colaterală a sângelui prin mâini; aplicarea presiunii prin palparea arcurilor palmar are ca rezultat comprimarea și apariția palorii peste zona; circulația colaterală adecvată poate fi constatată prin cât de repede se întoarce culoarea normală după îndepărtarea presiunii. 
Artera radială este un loc obișnuit pentru inserarea unei linii arteriale, cum ar fi monitorizarea tensiunii arteriale într-o unitate de terapie intensivă. Este selectat deoarece este accesibil și datorită incidenței scăzute a complicațiilor, cum ar fi tromboza. 

## Imagini suplimentare

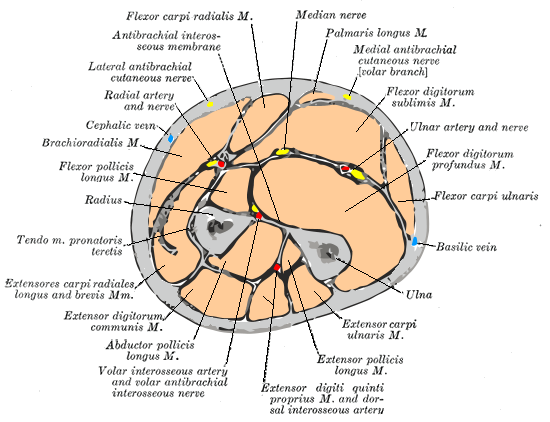
Secțiune transversală prin mijlocul antebrațului.
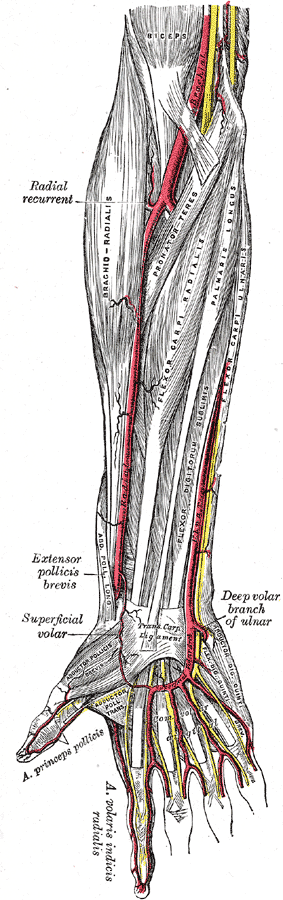
Arterele radiale și ulnare.
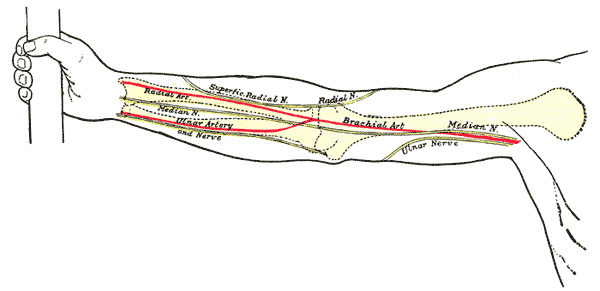
Partea din față a extremității superioare drepte, care prezintă marcaje de suprafață pentru oase, artere și nervi.
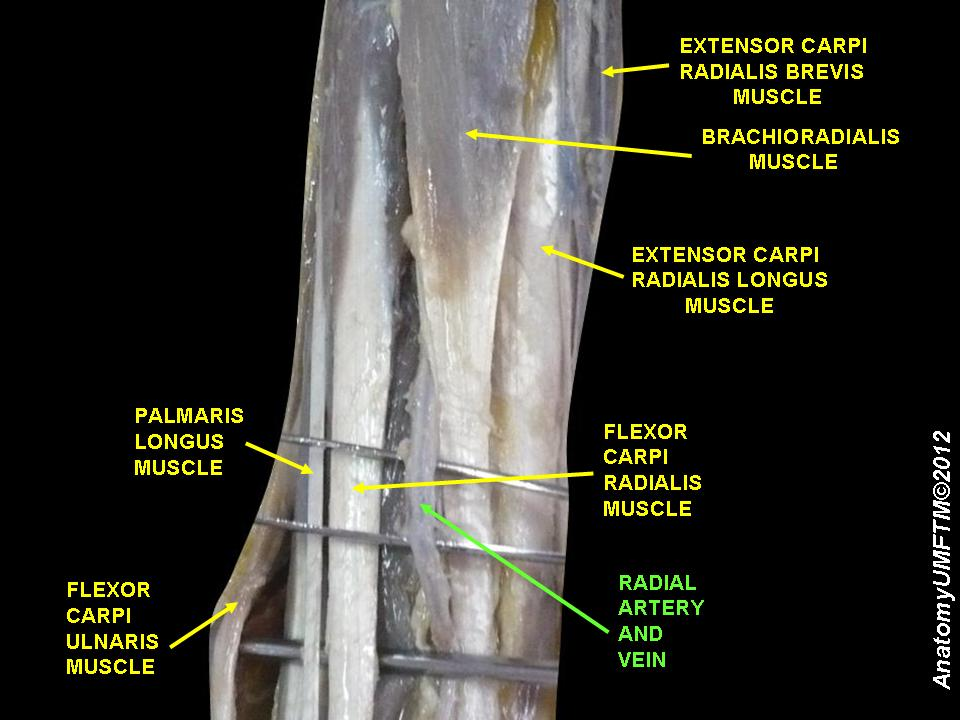
Artera și vena radiale
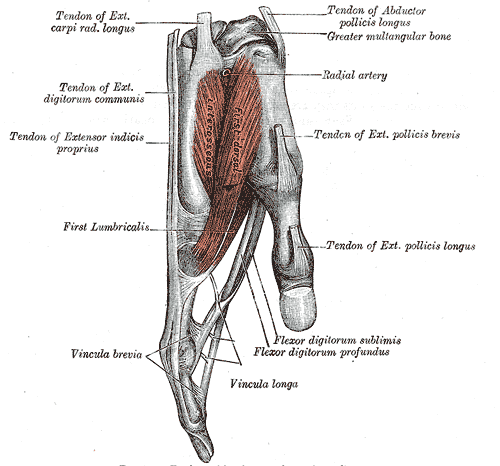
Artera radială în tabacarul anatomic